# Im St. Wendeler Land
Im St. Wendeler Land ist der Titel einer zwischen 1969 und 1984 erschienenen Zeitschriftenreihe, in der – wie aus dem Untertitel hervorgeht – heimatkundliche Lesestoffe in fast ununterbrochenem Jahresrhythmus  publiziert wurden.
Um die Anbindung an die acht Ausgaben der vorangegangenen, Aus verklungenen Tagen bezeichneten Reihe zu verdeutlichen, nahm die Zählung der neuen Folge mit der Ausgabe 9 ihren Ausgang. Die Hefte wurden unter Mitwirkung der Lehrerschaft, näherhin der Lehrer von Grund- und Hauptschulen im Landkreis St. Wendel gestaltet und unter der Herausgeberschaft der Kreissparkasse St. Wendel bei St. Wendeler Buchdruckerei und Verlag veröffentlicht. 
Bei der neuen Reihe kam es dann nach dem Erscheinen von sechs Leseheften (Ausg. 9 bis 14) und einem zusammenfassenden Bildband (Ausg. 15) erneut zu einer Zäsur. Während bei den eben genannten Ausgaben als Teilgebiete, wie es heißt, gewachsene Landschaften behandelt wurden, sollte ab Ausgabe 16 (1976) den durch die Gebiets- und Verwaltungsreform im Saarland 1974 verursachten strukturellen Veränderungen des St. Wendeler Landes Rechnung getragen und der Fokus insofern auf die neugebildeten Großgemeinden im Landkreis gerichtet werden. Grundsätzlich sollten diese gemeindebezogenen Ausgaben unter Beibehaltung der bisherigen exemplarischen Arbeitsweise die strukturellen Verschiedenheiten, die Eigenarten und Besonderheiten der Gemeinden im historischen, geographischen, im soziologischen und kulturellen Bereich herausstellen. Dahinter stand erklärtermaßen die Absicht, die Integration der Teile in das Ganze und diejenige bisher selbständiger Gemeinden in die Großgemeinde zu fördern und zu beschleunigen. Nachdem die Kreisstadt St. Wendel und alle sieben neugeschaffenen Großgemeinden behandelt worden waren, wurde die Reihe 1984 mit Ausgabe 23 eingestellt.

## Ausgaben
- 9 (1969): Die Kreisstadt St. Wendel (36 S.).
- 10 (1970): Oberes Bliestal (47 S.).
- 11 (1971): Am Schaumberg (56 S.).
- 12 (1972): Am Oberlauf der Prims (56 S.).
- 13 (1973): An Nahe, Freis- und Söterbach (55 S.).
- 14 (1974): Im Ostertal (55 S.).
- 15 (1975): Ein Bildband (114 S.).
- 16 (1976): Die Kreisstadt St. Wendel (80 S.).
- 17 (1977): Gemeinde Namborn (83 S.).
- 18 (1978/79): Gemeinde Oberthal (84 S.).
- 19 (1980): Gemeinde Freisen (95 S.).
- 20 (1981): Gemeinde Tholey (85 S.).
- 21 (1982): Gemeinde Nonnweiler (92 S.).
- 22 (1983): Gemeinde Nohfelden (92 S.).
- 23 (1984): Gemeinde Marpingen (92 S.).